# Liste des Premiers ministres de la Corée du Sud
Pour un article plus général, voir Premier ministre de la Corée du Sud.
 (janvier 2025).
Si vous disposez d'ouvrages ou d'articles de référence ou si vous connaissez des sites web de qualité traitant du thème abordé ici, merci de compléter l'article en donnant les références utiles à sa vérifiabilité et en les liant à la section « Notes et références ».
Ce tableau présente la liste les Premiers ministres de la république de Corée (국무총리 ou gouk-mou-tchông-li) depuis 1948. 
Un Premier ministre doit être nommé par le président de la République puis confirmé par l'Assemblée nationale ou Gukhoe.

## Liste des Premiers ministres de Corée du Sud
| I#                                                                             | A# | Hangul | Hanja  | Romaja                                          | Mandat            | Mandat            | Jours       |
| ------------------------------------------------------------------------------ | -- | ------ | ------ | ----------------------------------------------- | ----------------- | ----------------- | ----------- |
| Premiers ministres de la Première République                                   |    |        |        |                                                 |                   |                   |             |
| Présidence de Syngman Rhee                                                     |    |        |        |                                                 |                   |                   |             |
| 1                                                                              | 1  | 이범석 | 李範奭 | Yi Pom-sok I Beomseok                           | 1er août 1948     | 21 avril 1950     | 628 jours   |
| —                                                                              | —  | 신성모 | 申性模 | Shin Song-mo (intérim) Sin Seongmo              | 21 avril 1950     | 23 novembre 1950  | 216 jours   |
| 2                                                                              | 2  | 장면   | 張勉   | Chang Myon (John M. Chang) Jang Myeon           | 23 novembre 1950  | 24 avril 1952     | 518 jours   |
| —                                                                              | —  | 허정   | 許政   | Ho Chong (intérim) Heo Jeong                    | 6 novembre 1951   | 9 avril 1952      | 155 jours   |
| —                                                                              | —  | 이윤영 | 李允荣 | Yi Yun-yong (intérim) I Yunyeong                | 24 avril 1952     | 6 mai 1952        | 27 jours    |
| 3                                                                              | 3  | 장택상 | 張澤相 | Chang Taek-sang Jang Taegsang                   | 6 mai 1952        | 6 octobre 1952    | 153 jours   |
| —                                                                              | —  | 백두진 | 白斗鎮 | Paik Too-chin (intérim) Baek Dujin              | 9 octobre 1952    | 24 avril 1953     | 200 jours   |
| 4                                                                              | 4  | 백두진 | 白斗鎮 | Paik Too-chin Baek Dujin                        | 24 avril 1953     | 17 juin 1954      | 419 jours   |
| 5                                                                              | 5  | 변영태 | 卞荣泰 | Pyon Yong-tae Byeon Yeongtae                    | 28 juin 1954      | 28 novembre 1954  | 164 jours   |
| —                                                                              | —  | 백한성 | 白漢成 | Paek Han-song (intérim) Baek Hanseong           | 28 novembre 1954  | 28 novembre 1954  | 0 jour      |
| fonction abolie (28 novembre 1954 - 27 avril 1960)                             |    |        |        |                                                 |                   |                   |             |
| Premiers ministres de la Seconde République                                    |    |        |        |                                                 |                   |                   |             |
| fonction rétablie                                                              |    |        |        |                                                 |                   |                   |             |
| Présidence de Yun Po-sun                                                       |    |        |        |                                                 |                   |                   |             |
| —                                                                              | —  | 허정   | 許政   | Ho Chong (intérim) Heo Jeong                    | 27 avril 1960     | 15 juin 1960      | 49 jours    |
| 6                                                                              | 6  | 허정   | 許政   | Ho Chong Heo Jeong                              | 15 juin 1960      | 18 août 1960      | 64 jours    |
|                                                                                | 7  | 장면   | 張勉   | Chang Myon (John M. Chang) (2e fois) Jang Myeon | 18 août 1960      | 18 mai 1961       | 273 jours   |
| fonction abolie (18 mai 1961 - 17 décembre 1963)                               |    |        |        |                                                 |                   |                   |             |
| Ministres chefs de Cabinet (Administration militaire de la Seconde République) |    |        |        |                                                 |                   |                   |             |
| fonction rétablie                                                              |    |        |        |                                                 |                   |                   |             |
| Présidence de Yun Po-sun (de jure) & de Park Chung-hee (de facto)              |    |        |        |                                                 |                   |                   |             |
| —                                                                              | —  | 장도영 | 張都暎 | Jang Do-young Jang Doyeong                      | 21 mai 1961       | 3 juillet 1961    | 43 jours    |
| —                                                                              | —  | 송요찬 | 宋堯讚 | Song Yo-chan Song Yochan                        | 3 juillet 1961    | 16 juin 1962      | 348 jours   |
| —                                                                              | —  | 박정희 | 朴正熙 | Park Chung-hee Bak Jeonghui                     | 18 juin 1962      | 10 juillet 1962   | 24 jours    |
| —                                                                              | —  | 김현철 | 金顯哲 | Kim Hyun-chul Gim Hyeoncheol                    | 10 juillet 1962   | 17 décembre 1963  | 525 jours   |
| Premiers ministres de la Troisième République                                  |    |        |        |                                                 |                   |                   |             |
| Présidence de Park Chung-hee                                                   |    |        |        |                                                 |                   |                   |             |
| 7                                                                              | 8  | 최두선 | 崔斗善 | Choi Tu-son Choe Duseon                         | 17 décembre 1963  | 10 mai 1964       | 145 jours   |
| 8                                                                              | 9  | 정일권 | 丁一权 | Chung Il-kwon Jeong Ilgweon                     | 10 mai 1964       | 20 décembre 1970  | 2 415 jours |
|                                                                                | 10 | 백두진 | 白斗鎮 | Paik Too-chin (2e fois) Baek Dujin              | 20 décembre 1970  | 4 juin 1971       | 166 jours   |
| 9                                                                              | 11 | 김종필 | 金鍾泌 | Kim Jong-pil Gim Jongpil                        | 4 juin 1971       | 19 décembre 1975  | 1 659 jours |
| Premiers ministres de la Quatrième République                                  |    |        |        |                                                 |                   |                   |             |
| Présidence de Park Chung-hee                                                   |    |        |        |                                                 |                   |                   |             |
| —                                                                              | —  | 최규하 | 崔圭夏 | Choi Kyu-hah (intérim) Choe Gyuha               | 19 décembre 1975  | 13 mars 1976      | 85 jours    |
| 10                                                                             | 12 | 최규하 | 崔圭夏 | Choi Kyu-hah Choe Gyuha                         | 13 mars 1976      | 6 décembre 1979   | 1 363 jours |
| Présidence de Choi Kyu-hah                                                     |    |        |        |                                                 |                   |                   |             |
| 11                                                                             | 13 | 신현확 | 申铉确 | Shin Hyun-hwak Sin Hyeonhwak                    | 12 décembre 1979  | 22 mai 1980       | 168 jours   |
| Présidence de Chun Doo-hwan                                                    |    |        |        |                                                 |                   |                   |             |
| —                                                                              | —  | 박충훈 | 朴忠勋 | Pak Choong-hoon (intérim) Bak Chunghun          | 22 mai 1980       | 2 septembre 1980  | 103 jours   |
| —                                                                              | —  | 남덕우 | 南德祐 | Nam Duck-woo (intérim) Nam Deogu                | 2 septembre 1980  | 22 septembre 1980 | 20 jours    |
| 12                                                                             | 14 | 남덕우 | 南德祐 | Nam Duck-woo Nam Deogu                          | 22 septembre 1980 | 4 janvier 1982    | 469 jours   |
| Premiers ministres de la Cinquième République                                  |    |        |        |                                                 |                   |                   |             |
| Présidence de Chun Doo-hwan                                                    |    |        |        |                                                 |                   |                   |             |
| —                                                                              | —  | 유창순 | 劉彰順 | Yoo Chang-soon (intérim) Yu Changsun            | 4 janvier 1982    | 23 janvier 1982   | 19 jours    |
| 13                                                                             | 15 | 유창순 | 劉彰順 | Yoo Chang-soon Yu Changsun                      | 23 janvier 1982   | 24 juin 1982      | 152 jours   |
| —                                                                              | —  | 김상협 | 金相浹 | Kim Sang-hyup (intérim) Gim Sanghyeob           | 25 janvier 1982   | 20 septembre 1982 | 88 jours    |
| 14                                                                             | 16 | 김상협 | 金相浹 | Kim Sang-hyup Gim Sanghyeob                     | 21 septembre 1982 | 14 octobre 1983   | 389 jours   |
| —                                                                              | —  | 진의종 | 陳懿鍾 | Chin Iee-chong (intérim) Jin Uijong             | 15 octobre 1983   | 17 octobre 1983   | 3 jours     |
| 15                                                                             | 17 | 진의종 | 陳懿鍾 | Chin Iee-chong Jin Uijong                       | 17 octobre 1983   | 11 novembre 1984  | 397 jours   |
| —                                                                              | —  | 신병현 | 申秉鉉 | Sin Byeong-hyeon (intérim) Sin Byeonghyeon      | 11 novembre 1984  | 18 février 1985   | 93 jours    |
| —                                                                              | —  | 노신영 | 盧信永 | Lho Shin-yong (intérim) No Sinyeong             | 18 février 1985   | 16 mai 1985       | 87 jours    |
| 16                                                                             | 18 | 노신영 | 盧信永 | Lho Shin-yong No Sinyeong                       | 16 mai 1985       | 26 mai 1987       | 740 jours   |
| —                                                                              | —  | 이한기 | 李漢基 | Lee Han-key (intérim) I Hangi                   | 26 mai 1987       | 14 juillet 1987   | 49 jours    |
| —                                                                              | —  | 김정렬 | 金貞烈 | Kim Chung-yul (intérim) Gim Jeongryeol          | 14 juillet 1987   | 7 août 1987       | 24 jours    |
| 17                                                                             | 19 | 김정렬 | 金貞烈 | Kim Chung-yul Gim Jeongryeol                    | 7 août 1987       | 25 février 1988   | 202 jours   |
| Premiers ministres de la Sixième République                                    |    |        |        |                                                 |                   |                   |             |
| Présidence de Roh Tae-woo                                                      |    |        |        |                                                 |                   |                   |             |
| —                                                                              | —  | 이현재 | 李賢宰 | Lee Hyun-jae (intérim) I Hyeonjae               | 25 février 1988   | 2 mars 1988       | 6 jours     |
| 18                                                                             | 20 | 이현재 | 李賢宰 | Lee Hyun-jae I Hyeonjae                         | 2 mars 1988       | 5 décembre 1988   | 278 jours   |
| —                                                                              | —  | 강영훈 | 姜英勛 | Kang Young-hoon Gang Yeonghun                   | 5 décembre 1988   | 16 décembre 1988  | 11 jours    |
| 19                                                                             | 21 | 강영훈 | 姜英勛 | Kang Young-hoon Gang Yeonghun                   | 16 décembre 1988  | 27 décembre 1990  | 741 jours   |
| —                                                                              | —  | 노재봉 | 盧在鳳 | Ro Jai-bong (intérim) No Jaebong                | 27 décembre 1990  | 22 janvier 1991   | 26 jours    |
| 20                                                                             | 22 | 노재봉 | 盧在鳳 | Ro Jai-bong No Jaebong                          | 22 janvier 1991   | 24 mai 1991       | 122 jours   |
| —                                                                              | —  | 정원식 | 鄭元植 | Chung Won-shik (intérim) Jeong Weonsik          | 24 mai 1991       | 7 juillet 1991    | 44 jours    |
| 21                                                                             | 23 | 정원식 | 鄭元植 | Chung Won-shik Jeong Weonsik                    | 8 juillet 1991    | 8 octobre 1992    | 459 jours   |
| 22                                                                             | 24 | 현승종 | 玄勝鍾 | Hyun Soong-jong Hyeon Seungjong                 | 8 octobre 1992    | 25 février 1993   | 140 jours   |
| Présidence de Kim Young-sam                                                    |    |        |        |                                                 |                   |                   |             |
| 23                                                                             | 25 | 황인성 | 黃寅性 | Hwang In-sung Hwang Inseong                     | 25 février 1993   | 17 décembre 1993  | 295 jours   |
| 24                                                                             | 26 | 이회창 | 李會昌 | Lee Hoi-chang I Hoechang                        | 17 décembre 1993  | 22 avril 1994     | 126 jours   |
| 25                                                                             | 27 | 이영덕 | 李榮徳 | Lee Yung-dug I Yeongdeog                        | 29 avril 1994     | 17 décembre 1994  | 239 jours   |
| 26                                                                             | 28 | 이홍구 | 李洪九 | Lee Hong-koo I Honggu                           | 17 décembre 1994  | 18 décembre 1995  | 366 jours   |
| 27                                                                             | 29 | 이수성 | 李壽成 | Lee Soo-sung I Suseong                          | 18 décembre 1995  | 4 mars 1997       | 442 jours   |
| 28                                                                             | 30 | 고건   | 高建   | Goh Kun Go Geon                                 | 4 mars 1997       | 3 mars 1998       | 364 jours   |
| Présidence de Kim Dae-jung                                                     |    |        |        |                                                 |                   |                   |             |
| —                                                                              | —  | 김종필 | 金鍾泌 | Kim Jong-pil (intérim) Gim Jongpil              | 3 mars 1998       | 17 août 1998      | 167 jours   |
| —                                                                              | 31 | 김종필 | 金鍾泌 | Kim Jong-pil (2e fois) Gim Jongpil              | 17 août 1998      | 13 janvier 2000   | 514 jours   |
| 29                                                                             | 32 | 박태준 | 朴泰俊 | Park Tae-joon Bak Taejun                        | 13 janvier 2000   | 19 mai 2000       | 127 jours   |
| —                                                                              | —  | 이현재 | 李賢宰 | Lee Hun-jai (intérim) I Hyeonjae                | 19 mai 2000       | 22 mai 2000       | 3 jours     |
| —                                                                              | —  | 이한동 | 李漢東 | Lee Han-dong (intérim) I Handong                | 22 mai 2000       | 29 juin 2000      | 38 jours    |
| 30                                                                             | 33 | 이한동 | 李漢東 | Lee Han-dong I Handong                          | 29 juin 2000      | 11 juillet 2002   | 742 jours   |
| —                                                                              | —  | 장상   | 張裳   | Chang Sang (intérim) Jang Sang                  | 11 juillet 2002   | 31 juillet 2002   | 20 jours    |
| —                                                                              | —  | 전윤철 | 田允喆 | Jeon Yun-churl (intérim) Jeon Yuncheol          | 31 juillet 2002   | 9 août 2002       | 9 jours     |
| —                                                                              | —  | 장대환 | 張大煥 | Chang Dae-whan (intérim) Jang Daehwan           | 9 août 2002       | 10 septembre 2002 | 32 jours    |
| —                                                                              | —  | 김석수 | 金碩洙 | Kim Suk-soo (intérim) Gim Seogsu                | 10 septembre 2002 | 5 octobre 2002    | 25 jours    |
| 31                                                                             | 34 | 김석수 | 金碩洙 | Kim Suk-soo Gim Seogsu                          | 5 octobre 2002    | 26 février 2003   | 144 jours   |
| Présidence de Roh Moo-hyun                                                     |    |        |        |                                                 |                   |                   |             |
| —                                                                              | 35 | 고건   | 高建   | Goh Kun (2e fois) Go Geon                       | 26 février 2003   | 25 mai 2004       | 423 jours   |
| —                                                                              | —  | 이현재 | 李賢宰 | Lee Hun-jai (intérim) I Hyeonjae                | 25 mai 2004       | 30 juin 2004      | 67 jours    |
| 32                                                                             | 36 | 이해찬 | 李海瓚 | Lee Hea-chan I Haechan                          | 30 juin 2004      | 14 mars 2006      | 622 jours   |
| —                                                                              | —  | 한덕수 | 韓德洙 | Han Duck-soo (intérim) Han Deogsu               | 14 mars 2006      | 19 avril 2006     | 36 jours    |
| 33                                                                             | 37 | 한명숙 | 韓明淑 | Han Myeong-sook Han Myeongsug                   | 20 avril 2006     | mars 2007         | 322 jours   |
| —                                                                              | —  | 권오규 | 權五奎 | Kwon O-kyu (intérim) Gweon Ogyu                 | 7 mars 2007       | avril 2007        | 26 jours    |
| 34                                                                             | 38 | 한덕수 | 韓德洙 | Han Duck-soo Han Deogsu                         | 2 avril 2007      | 29 février 2008   | 333 jours   |
| Présidence de Lee Myung-bak                                                    |    |        |        |                                                 |                   |                   |             |
| 35                                                                             | 39 | 한승수 | 韓昇洙 | Han Seung-soo Han Seungsu                       | 29 février 2008   | 28 septembre 2009 | 577 jours   |
| 36                                                                             | 40 | 정운찬 | 鄭雲燦 | Chung Un-chan Jeong Unchan                      | 28 septembre 2009 | 11 août 2010      | 317 jours   |
| —                                                                              | —  | 윤증현 | 尹増鉉 | Yoon Jeung-hyun (intérim) Yun Jeunghyeon        | 11 août 2010      | 1er octobre 2010  | 51 jours    |
| 37                                                                             | 41 | 김황식 | 金滉植 | Kim Hwang-sik Gim Hwangsik                      | 1er octobre 2010  | 26 février 2013   | 879 jours   |
| Présidence de Park Geun-hye                                                    |    |        |        |                                                 |                   |                   |             |
| 38                                                                             | 42 | 정홍원 | 鄭烘原 | Chung Hong-won Jeong Hongwon                    | 26 février 2013   | 16 février 2015   | 720 jours   |
| 39                                                                             | 43 | 이완구 | 李完九 | Lee Wan-koo                                     | 16 février 2015   | 27 avril 2015     | 70 jours    |
| —                                                                              | —  | 최경환 | 崔炅煥 | Choi Kyoung-hwan (intérim)                      | 27 avril 2015     | 18 juin 2015      | 52 jours    |
| 40                                                                             | 44 | 황교안 | 黃敎安 | Hwang Kyo-ahn                                   | 18 juin 2015      | 11 mai 2017       | 693 jours   |
| Présidence de Moon Jae-in                                                      |    |        |        |                                                 |                   |                   |             |
| —                                                                              | —  | 유일호 | 柳一鎬 | Yoo Il-ho (intérim)                             | 11 mai 2017       | 31 mai 2017       | 20 jours    |
| 41                                                                             | 45 | 이낙연 | 李洛淵 | Lee Nak-yon                                     | 31 mai 2017       | 14 janvier 2020   | 958 jours   |
| 42                                                                             | 46 | 정세균 | 丁世均 | Chung Sye-kyun                                  | 14 janvier 2020   | 16 avril 2021     | 458 jours   |
| —                                                                              | —  | 홍남기 | 洪楠基 | Hong Nam-ki (intérim)                           | 16 avril 2021     | 14 mai 2021       | 28 jours    |
| 43                                                                             | 47 | 김부겸 | 金富謙 | Kim Boo-kyum                                    | 14 mai 2021       | 11 mai 2022       | 362 jours   |
| Présidence de Yoon Seok-youl                                                   |    |        |        |                                                 |                   |                   |             |
| —                                                                              | —  | 추경호 | 秋慶鎬 | Choo Kyung-ho (intérim)                         | 12 mai 2022       | 20 mai 2022       | 8 jours     |
| —                                                                              | 48 | 한덕수 | 韓德洙 | Han Duck-soo (2e fois)                          | 20 mai 2022       | 1er mai 2025      | 1 077 jours |
| —                                                                              | —  | 최상목 | 崔相穆 | Choi Sang-mok (intérim)                         | 27 décembre 2024  | 24 mars 2025      | 87 jours    |
| —                                                                              | —  | 이주호 | 李周浩 | Lee Ju-ho (intérim)                             | 2 mai 2025        | 7 juillet 2025    | 66 jours    |
| Présidence de Lee Jae-myung                                                    |    |        |        |                                                 |                   |                   |             |
| 44                                                                             | 49 | 김민석 | 金民錫 | Kim Min-seok                                    | 7 juillet 2025    | En fonction       | 2 jours     |

## Dans la fiction
- Dans le film La Chute de la Maison-Blanche (2013), Lee Tae-Woo (joué par Keong Sim) est le Premier ministre sud-coréen.